# Lonely This Christmas
"Lonely This Christmas" är en julsång från 1979, skriven av Mike Chapman och Nicky Chinn och inspelad av Mud.

## Listplaceringar
| Lista (1974-1975)  | Topplacering |
| ------------------ | ------------ |
| Belgien (Flandern) | 1            |
| Nederländerna      | 1            |
| Storbritannien     | 1            |

### Fotnoter
1. ↑  Listplacering, läst 29 december 2013
2. ↑  Listplacering, läst 29 december 2013
3. ↑  Listplacering, läst 29 december 2013